# Damm (bei Rostock)
Damm (bei Rostock) este o comună din landul Mecklenburg-Pomerania Inferioară, Germania.
1. ↑  GeoNames